# Ectoedemia ornatella
Ectoedemia ornatella là một loài bướm đêm thuộc họ Nepticulidae. Nó được miêu tả bởi Puplesis năm 1984. Nó được tìm thấy ở vùng Viễn Đông Nga.